# Christopher Chaplin
Pour les articles homonymes, voir Chaplin (homonymie) et Famille Chaplin.
 (décembre 2023).
Si vous disposez d'ouvrages ou d'articles de référence ou si vous connaissez des sites web de qualité traitant du thème abordé ici, merci de compléter l'article en donnant les références utiles à sa vérifiabilité et en les liant à la section « Notes et références ».
Christopher James Chaplin, né le 6 juillet 1962 à Corsier-sur-Vevey, en Suisse, est un acteur et compositeur helvético-britannique.

## Biographie

### Liens de parenté
Christopher Chaplin est le plus jeune fils de Charlie Chaplin et de sa quatrième femme, Oona O'Neill. Il est le frère de Geraldine, de Michael, de Joséphine, de Victoria, d'Eugène, Jane et d'Annette Chaplin. Il est également le demi-frère de Sydney et de Charles. Il est l'oncle de James Thierrée.

## Filmographie
- 1984 : Where Is Parsifal? d'Henri Helman : Ivan
- 1989 : Le Secret de Château Valmont (Till We Meet Again), mini-série de Charles Jarrott : Jacques Sette
- 1990 : Le Ciel sous les pierres (de) (Gavre Princip - Himmel unter Steinen) de Peter Patzak : Trifco
- 1991 : Labyrinthe (Labyrinth) de Jaromil Jireš : Franz Kafka
- 1992 : Christophe Colomb : La Découverte (Christopher Columbus: The Discovery) de John Glen : Escobedo
- 1994 : La Piste du télégraphe de Liliane de Kermadec : John
- 1995 : Rimbaud Verlaine (Total Eclipse) d'Agnieszka Holland : Charles Cros
- 2001 : Far from China de C.S. Leigh : Port
- 2004 : Il cinema ritrovato: istruzioni per l'uso, documentaire de Giuseppe Bertolucci : lui-même